# Friedrich Wilhelm Culemann (Beamter)
Friedrich Wilhelm Culemann (* um 1710 in Minden; † 4. März 1760 anderes Datum 5. März 1760) war ein deutscher Beamter.

## Leben

### Familie
Friedrich Wilhelm Culemann war der Sohn von Rudolph Culemann (* 1670 in Minden; † 15. März 1725 ebenda), Geheimer Kriegs- und Domänenrat und dessen Ehefrau Anna Elisabeth, Tochter des herzoglich anhaltinischen Kanzlers Anton von Bessel (1628–1708) in Quedlinburg und Enkelin von Heinrich Bessel; seine Brüder waren:
- Rudolph Culemann (* 1705 in Minden; † 11. April 1771 ebenda), Regierungspräsident der Minden-Ravensberger Regierung;
- Ernst Albrecht Friedrich Culemann (* 1712 in Minden; † August 1756 ebenda), Kriegs- und Domänenrat, verheiratet mit Felicitas Sophie Marie (1723–1743) und, nach deren Tod, mit Sophie Justine Louise (* 1725), Töchter des Landsyndicus und Zeitungsverlegers Albrecht Christoph von Wüllen;
- Heinrich Rüdiger Culemann (* 1714 in Minden; † 1788 in Pommern), Steuerrat.

Er war verheiratet mit  Henriette Wilhelmine (* 13. Januar 1803), Tochter von Wilhelm Bachmann (1689–1737) aus Kleve, von seinen Kindern ist namentlich bekannt:
- Friedrich Wilhelm Heinrich Culemann (* 1758 in Berlin; † 13. November 1824 in Bunzlau, Provinz Schlesien), Oberlandesgerichtsrat und Direktor des Land- und Stadtgerichtes in Bunzlau.

Sein Onkel war der Finanzrat Wilhelm Heinrich Culemann (1677–1746).

### Werdegang
Friedrich Wilhelm Culemann immatrikulierte sich am 26. April 1727 an der Universität Halle zu einem Studium der Rechtswissenschaften.
1734 wurde er Kanzlist (Schreiber) der Oranischen Expedition und seit dem 1. April 1744 war er ordentlicher Geheimer Sekretär im III. Departement (Post- und Münzwesen) mit dem Prädikat Kriegsrat; 1745 erhielt er das Prädikat Geheimer Kriegsrat und seit dem 8. Dezember 1756 besetzte er die Nachfolge des verstorbenen George Wilhelm Durham (1702–1756) als Geheimer Finanzrat im General-Ober-Finanz-Kriegs- und Domainen-Direktorium.